# إدسون سيلفا
إدسون سيلفا (بالبرتغالية: Édson José da Silva‏) هو لاعب كرة قدم برازيلي، ولد في 9 مايو 1986 في Água Preta ‏ في البرازيل. لعب مع النجم الأحمر بلغراد وبوتافوغو ريغاتاس ونادي ساو باولو ونادي فورتاليزا ونادي فيغورينسي ونادي كورينثيانس ألاغوانو.

## وصلات خارجية
- إدسون سيلفا على موقع قاعدة بيانات كرة القدم.إي يو (الإنجليزية)
- إدسون سيلفا على موقع Soccerway.com (الإنجليزية)
- إدسون سيلفا على موقع AS.com (الإسبانية)